# Моллюскоциды
Моллюскоциды (от моллюски и лат. caedo — убиваю) — химические средства, уничтожающие моллюсков. Моллюскоциды используемые против голых слизней рода Limax, иногда называются также лимацидами.
В качестве моллюскоцидов применяется большое количество химических веществ, относящихся к самым различным классам соединений. Из них в России наиболее широко известны 5,4′-дихлорсалициланилид, сульфат меди(II) (медный купорос), хлорная известь, цианамид кальция, метальдегид, пентахлорфеноляты натрия, меди, органические соединения олова, ртути, свинца и др.
Метальдегид. Для борьбы с улитками и слизнями, повреждающими овощные, плодовые, зерновые и другие сельскохозяйственные культуры, наиболее широко применяют тетрамер ацетальдегида-метальдегид. Его используют в виде гранул-приманок с отрубями, реже — в виде смачивающегося порошка; норма расхода 0,75-5 кг/га. Механизм действий метальдегида связан с нарушением осморегуляции (усиленное отделение слизи и обезвоживание организма) и повреждением стенок кишечника моллюсков.
Для борьбы с пресноводными и земноводными моллюсками — переносчиками паразитичких червей трематод, вызывающих болезни людей и животных (фасциолез, шистосоматоз), заражённые водоемы и прибрежные пастбища обрабатывают растворами медного купороса или более эффективными органических соединений (трифенморф или никлосамид).
- «Гроза» — пестицид, моллюскоцид производства Лонза ЛТД (Швейцария). Действующее вещество — метальдегид (концентрация 60г/кг). Препаративная форма: гранулы. Не токсичен для дождевых червей, почвенных микроорганизмов, малотоксичен для рыб, дафний и водорослей. Малоопасен для пчёл. Не фитотоксичен. 
3 класс опасности. 
Период защитного действия: не менее 14 дней. Селективен. Отличается высокой начальной скоростью воздействия. Применение в приусадебном хозяйстве: рассев гранул по поверхности почвы междурядий и дорожек в период появления вредителей. Метод утилизации пестицида: сжигание[2].

5,4-дихлорсалициланилид — производное салициловой кислоты. Порошок, светло-серого цвета, со слабым фенольным запахом, хорошо растворяется в щелочах, кетонах и аммиаке, плохо растворим в воде, стоек во внешней среде. Препарат выпускают в форме 10%-ного эмульгирующегося концентрата. Применяют для обработки прибрежных участков рек, прудов, озёр и других водоемов, являющихся местом обитания моллюсков — переносчиков возбудителей болезней человека, теплокровных животных и рыб. Наиболее высокая моллюскоцидная активность — в разведении 1:100000, или в концентрации 10 мг/л.
Фрескон (N-трифенилметилморфолин, трифенморф и др.) — производное морфолина, относится к группе шестизначных гетероциклов. Чистый препарат, содержащий не менее 90 % N-трифенилметилморфолина, представляет собой кристаллическое вещество коричневого цвета, плохо растворимое в воде и хорошо в органических растворителях. Выпускают в виде 16,5 — 28%-ного эмульгирующегося концентрата. Препарат высокостабилен, под влиянием солнечного света распадается незначительно, водной растительностью и илом не адсорбируется. При рН более 8 в почве он сохраняется до 4 месяцев, а при рН 7 его гидролиз быстро ускоряется с образованием трифенилкарбинола.
Акролеин (аквалин) — непредельный альдегид, производный пропилена, обладает сходными с метальдегидом свойствами, более сильный моллюскоцид, применяется также для борьбы с зарастанием водоемов. Сильно летуч и обладает слезоточивым действием. В концентрации 25 мг/л губителен для водных моллюсков и растений.
Большинство моллюскоцидов высокотоксичны для рыб. Препараты органического происхождения (5,4′-дихлорсалициланилид, акролеин, фрескон и др.) относятся к ядам нервно-паралитического действия. Кроме того, 5,4′-дихлорсалициланилид обладает и гемолитическими свойствами.